# Музей
 Тази статия е за общественото учреждение.  За героя от древногръцката митология вижте Музей (митология).  
Музеят (от старогръцки: Μουσεῖον – място на музите) е учреждение, което събира, пази и показва различни предмети с историческа ценност, и сграда на това учреждение.

## Определения
Законът за културното наследство определя музея като 
| „ | културна и научна организация, която издирва, изучава, опазва и представя културни ценности, природни образци и антропологични останки с познавателна, образователна и естетическа цел. | “ |

Конфедерацията на музейните асоциации определя музея като „институт, който събира, документира, запазва, показва, съхранява и тълкува материални доказателства и свързаната с тях информация за обществена полза“.
Международният съвет на музеите (ИКОМ) приема следната дефиниция през 2007 г.: „Музеят е постоянна институция с идеална цел, в услуга на обществото и неговото развитие, отворена за публиката, която събира, консервира, изследва, комуникира и показва материалното и нематериалното наследство на човека и обкръжаващата го среда, с цел образование, изследване и развлечение“. На 24.08.2022 г. дефиницията е променена, за да отговаря на съвременните процеси в развитието на обществото и културата, и гласи: „Музеят е постоянна институция с идеална цел, в услуга на обществото, която проучва, събира, съхранява, интерпретира и представя материалното и нематериалното наследство. Отворени към публиката, достъпни и приобщаващи, музеите насърчават многообразието и устойчивостта. Те извършват своята дейност етично, професионално и с участието на общностите, предлагайки различни начини за образование, забавление, размисъл и споделяне на знание.“

## Развитие
Музей произлиза от латинската дума museum (музеум), която произлиза от гръцката μουσεῖον (музейон). Музейонът в Елада е храм на музите, покровителките на изкуствата в гръцката митология. Първият музей в смисъл на философска школа е основан около 308 г. пр. Хр. в Александрия от Птолемей I Сотер.
Музеят е европейско явление, за разлика от другите институции на паметта. В модерната си форма той възниква през Ренесанса като колекция от любопитни предмети (кабинет от куриози) или картини, собственост на европейските крале и аристократи. За първи път думата музей се използва за съвкупността от сграда и експонати през 1682 г. в Англия, когато Елиас Ашмол дарява колекцията си на Оксфордския университет. Първоначално функцията на музея е обучение и изследване (XVIII век), но впоследствие се развиват развлекателната (19 век) и търговската (XX век) функции. Националната държава превръща музеите в стожер на своята културна идентичност и политика. Днес, в глобализиращия се свят, музеят е превърнат в главно средство за привличане на туристи.

## Видове
По тематичен обхват музеите се разделят на:
- общи, чиято дейност тематично обхваща различни области на знанието и изкуството и се осъществява на основата на различни по своята класификация културни ценности, включени в основния им фонд;
- специализирани, чиято дейност обхваща една област на знанието или изкуството, обособен дял от нея или отделна тема от общественото развитие или природата и се осъществява на основата на включени в основния му фонд културни ценности, които по своята класификация определят тематичния му обхват. Такива са напр:

1. личностно възпоменателни (на Иван Вазов – в Сопот)
2. научно-технически (на железопътния транспорт – в Русе)
3. военноисторически (в Плевен; с. Горна Студена, Великотърновско)
4. етнографски (в Смолян; с. Боженци, Габровско

По териториален обхват на дейност музеите биват:
- национални, които осъществяват дейността си на територията на цялата страна. Такива са НИМ, НАИМ, НВИМ, НХА, НГЧИ и др.
- регионални, които осъществяват дейността си на територията на две или повече общини;
- местни, които осъществяват дейността си на територията на една община.

По форма на собственост музеите са държавни, общински, частни и със смесено участие

## Дейности
В музея се събират, съхраняват, изучават и популяризират предмети, образи и текстове, свързани с определена епоха, наука или сфера на интерес.
Събирателската дейност се изразява в комплектоване на музейни фондове – колекции или сбирки от предмети, подбрани по определени признаци.
Съхраняването се изразява в предприемането на всички необходими мерки за осигуряване на целостта, неприкосновеността и устойчивостта във времето на музейните единици. Мерките до голяма степен зависи от естеството на предметите, околната среда, социалната обстановка и пр.
Изучаването на предметите включва подробното им обследване с цел да се разкрие информационния им ресурс. Приема се, че всички предмети са носители на определена информация за твореца, културата и времето на направата им. Последвали промени по предметите – деструктивни (счупвания, обгаряния и пр.) и конструктивни (поправки, допълнения) – също носят информация за определени исторически, културни и др. събития от минали епохи.
Популяризаторската дейност се изразява основно в организирането на експозиции, но включва и публикации, поръчка на рекламни и др. материали и събития. При експозиционната дейност от една страна има стремеж да се представи обективната истина за явлението, а от друга подборът на експонатите съдържа определено послание или интерпретация.
Търговската дейност на музеите е сравнително скорошно развитие в музейното дело (втората половина на 20 век) и се приема за съпътстваща, а не основна дейност. Разпространени търговски дейности са продажбата на сувенири, каталози, рекламни и др. печатни материали, на храни и напитки (кафенета и ресторанти), отдаването под наем на конферентни зали и др.